# Morong (Bataan)
Morong (Bayan ng Morong) är en kommun i Filippinerna. Kommunen ligger på ön Luzon, och tillhör provinsen Bataan. Folkmängden uppgår till 29 901 invånare år 2015.
Morong är indelat i 5 barangayer.

## Bildgalleri

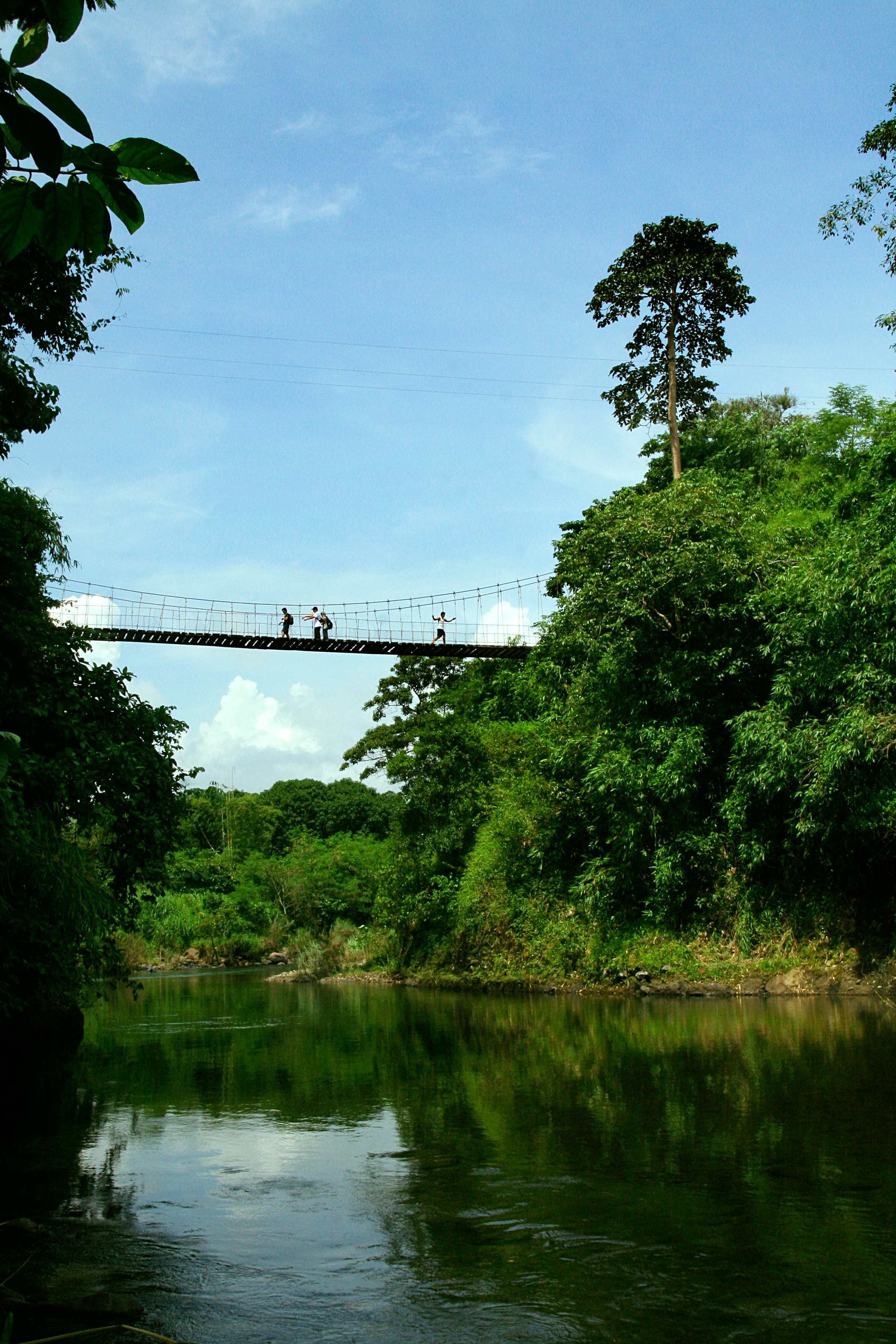